# Fred N. Cummings
Fred Nelson Cummings (* 18. September 1864 in Northumberland, Coos County, New Hampshire; † 10. November 1952 in Fort Collins, Colorado) war ein US-amerikanischer Politiker. Zwischen 1933 und 1941 vertrat er den zweiten Wahlbezirk des Bundesstaates Colorado im US-Repräsentantenhaus.

## Werdegang
Fred Cummings wurde auf einer Farm in der Nähe von Groveton in Northumberland in New Hampshire geboren. Bereits ein Jahr nach seiner Geburt zog er mit seinen Eltern nach Clinton in Iowa. Im Jahr 1879 zog die Familie nach Nebraska, wo sie sich im Custer County niederließ. Cummings besuchte dort die öffentlichen Schulen. Außerdem begann er in der Landwirtschaft und hier vor allem in der Viehzucht zu arbeiten. Nach einem Jurastudium und seiner 1891 erfolgten Zulassung als Rechtsanwalt begann er im Custer County in diesem Beruf zu praktizieren. Im Jahr 1906 zog er nach Fort Collins in Colorado, wo er auch in der Landwirtschaft tätig war. Zwischen 1909 und 1913 war er Mitglied im Gemeinderat dieses Ortes.
Cummings gehörte der Demokratischen Partei an. 1932 wurde er als deren Kandidat im zweiten Distrikt von Colorado in das US-Repräsentantenhaus in Washington, D.C. gewählt, wo er am 4. März 1933 den Republikaner Charles B. Timberlake ablöste. Nach drei Wiederwahlen konnte er bis zum 3. Januar 1941 vier Legislaturperioden im Kongress absolvieren. In diese Zeit fielen die meisten New-Deal-Gesetze der Bundesregierung unter Präsident Franklin D. Roosevelt, die alle durch den Kongress verabschiedet wurden. Bei den Wahlen des Jahres 1940 unterlag er William S. Hill.
Nach dem Ende seiner Zeit im Kongress widmete sich Fred Cummings wieder seinen privaten Geschäften. Er starb im November 1952 und wurde in Fort Collins beigesetzt.